# شارلن دالاس
شارلن دالاس (بالإنجليزية: Charlene Dallas)‏ هي عارضة وممثلة أمريكية، ولدت في 13 أبريل 1947.

## وصلات خارجية
- شارلن دالاس على موقع IMDb (الإنجليزية)
- شارلن دالاس على موقع قاعدة بيانات الفيلم (الإنجليزية)